# Katastralgemeinde Kirchberg (Gemeinde Klein Sankt Paul)
Die Katastralgemeinde Kirchberg ist eine von zwölf Katastralgemeinden der Gemeinde Klein Sankt Paul im Bezirk Sankt Veit an der Glan in Kärnten (Österreich). Sie hat eine Fläche von 672,51 ha.
Die Katastralgemeinde gehört zum Sprengel des Vermessungsamtes Klagenfurt.

## Lage
Die Katastralgemeinde liegt im Osten des Bezirks Sankt Veit an der Glan, im Nordosten der Gemeinde Klein Sankt Paul, im Görtschitztal und an den Westhängen der Saualpe. Sie grenzt im Norden an die Katastralgemeinden Lölling und Hinterberg, im Osten und Süden an die Katastralgemeinde Buch, und im Westen an die Katastralgemeinden Wieting und Waitschach. Die Katastralgemeinde erstreckt sich über eine Höhenlage von 670 m ü. A. an der Görtschitz am Südwestrand der Katastralgemeinde bis zu 1558 m ü. A. am Nordostrand der Katastralgemeinde.

## Ortschaften
Auf dem Gebiet der Katastralgemeinde Kirchberg liegen die Ortschaft Kirchberg und Teile der Ortschaften Mösel, Oberwietingberg und Raffelsdorf.

## Vermessungsamt-Sprengel
Die Katastralgemeinde gehört seit 1. Jänner 1998 zum Sprengel des Vermessungsamtes Klagenfurt. Davor war sie Teil des Sprengels des Vermessungsamtes St. Veit an der Glan.

## Geschichte
Ende des 18. Jahrhunderts wurden die Kärntner Steuergemeinden (später: Katastralgemeinden) gebildet und Steuerbezirken zugeordnet. Die Steuergemeinde Kirchberg wurde Teil des Steuerbezirks Wieting.
Im Zuge der Reformen nach der Revolution 1848/49 wurden in Kärnten die Steuerbezirke aufgelöst und Ortsgemeinden gebildet, die jeweils das Gebiet einer oder mehrerer Steuergemeinden umfassten. Die Steuer- bzw. Katastralgemeinde Kirchberg wurde Teil der Gemeinde Wieting. Die Größe der Katastralgemeinde wurde 1849 mit 944 Österreichischen Joch und 1302 Klaftern (ca. 544 ha, also ein Fünftel weniger als die heutige Fläche) angegeben; damals lebten 92 Personen auf dem Gebiet der Katastralgemeinde. Im Zuge der Gemeindestrukturreform kam die Katastralgemeinde 1973 an die Gemeinde Klein Sankt Paul; gleichzeitig wurde die Katastralgemeinde um ein etwa 130 ha großes Gebiet im Nordosten erweitert. Dieses Gebiet, auf dem der Großteil der Ortschaft Kirchberg und ein kleiner Teil der Ortschaft Mösel liegt, gehörte bis dahin zur Katastralgemeinde Hinterberg und somit zur Gemeinde Lölling.
Die Katastralgemeinde Kirchberg gehörte ab 1850 zum politischen Bezirk Sankt Veit an der Glan und zum Gerichtsbezirk Eberstein. Von 1854 bis 1868 gehörte sie zum Gemischten Bezirk Eberstein. Seit der Reform 1868 ist sie wieder Teil des politischen Bezirks Sankt Veit an der Glan, zunächst als Teil des Gerichtsbezirks Eberstein, seit dessen Auflösung 1978 als Teil des Gerichtsbezirks St. Veit an der Glan.